# دوچرخه ترینکس
دوچرخه Trinx (همچنین دوچرخه Trinx و Trinx) برند ساخت کشور چین]] دوچرخه و محصولات مرتبط با آن است؛ که در زمان آغاز به کار در سال ۱۹۹۲ فعالیتش در زمینه تحقیق و توسعه فیبر کربن گیاهی برای ساخت دوچرخه بوده‌است. همچنین این شرکت از سال ۲۰۱۵ چهار ستاد اصلی واقع در ایران، تایوان، روسیه و فیلیپین دارد. همچنین دفتر نماینده ی انحصاری دوچرخه ترینکس در ایران (فستوس) در تهران واقع است.
علاوه بر آن محصولات این شرکت در بیش از ۴۰ کشور در سراسر جهان به فروش می‌رسد.

## اولین تیم UCI ایرانی
دوچرخهٔ Trinx، همراه با شرکت دوچرخه KTM و شرکت فستوس، اولین گروه دوچرخه سواری اتحادیه بین‌المللی Cyclist Internationale (UCI) را تشکیل دادند که به طور رسمی نماینده ای از I.R ایران در مسابقات دوچرخه سواری بین‌المللی و سایر مسابقات معتبر باشد. این تیم به طور اسمی بین KTM و Trinx تقسیم شده‌است، که هر دو تحت هدایت هری هندریکس، مربی دوچرخه سواری مشهور جهان می‌باشند. هندریکس در جهان دوچرخه‌سواری شناخته شده‌است زیرا این مربی دو بار قهرمان کشور بلورین سوئد، مول فابریس شده‌است. این تیم در اوایل سال ۲۰۱۶ در مسابقات قهرمانی آسیا برای کسب مدال‌های مستقیم در بازی‌های المپیک در ریودو ژانیرو، برزیل در سال ۲۰۱۶ شرکت کرده‌است. First Iranian UCI Team

## رویدادهای حمایتی

### تور دوچرخه سواری جهانی «در جاده‌های راکی»
تور دوچرخه سواری «در جاده‌های راکی» در سراسر جهان  آغاز شده‌است که از طرف دوچرخه Trinx در آمریکای جنوبی اسپانسر شده است. در جاده‌های راکی از سال ۲۰۰۵ در دوبلین شروع و حدوداً از مسیر ایرلند، سنگاپور، مالزی، استرالیا با استفاده از دوچرخه Trinx A380 طی شده است. و به تازگی به ایرلند آمریکای جنوبی، مالزی، تایلند، غرب استرالیا رسیده است.
در سال 2015 یکی از بزرگترین رویدادهای دوچرخه‌سواری در فیلیپین با حضور بیش از ۵۰۰۰
شرکت‌کننده برگزار شد. این رویداد با همراهی دولت فیلیپین برای حمایت از بازسازی کلیسای سنت جیمز یکی از قدیمی‌ترین کلیساها در بولاکان و همچنین یکی از مراکز محلی، برگزاری جشنواره در
این کشور برگزار شد. این رویداد با حضور مقامات دولت این کشور و مدیرانی از چندین شرکت دوچرخه‌سازی مانند Shimano, زوم، Maxxis و CST شکل گرفت.

## جوایز و افتخارات
Trinx در سراسر جهان
شورای عالی سرمایه‌گذاری خارج از کشور P. R. C.
گواهینامه مرکز صدور کیفیت چین
علامت تجاری معروف گوانگدونگ
جزء ۵۰۰ شرکت تولیدی برتر چین P. R. C.
استانداردهای بین‌المللی (ISO)
۹۰۰۱:۲۰۰۸
شبکه بین‌المللی گواهینامه (IQNet)
۲۰۱۵: جایزه
انجمن بین‌المللی (iF) برای طراحی محصول

## Trinx تیم ملی دوچرخه سواری
۲۰۱۵: مقام سوم در Salcanto Bitlis, دوچرخه کوهستان، جام حذفی برگزار شده در ترکیه
۲۰۱۵: قهرمان کراس کانتری (XCO) مسابقات فدراسیون ملی ایران با تیم فستوس ترینکس